# چندا سنگه والا
چندا سنگه والا (به انگلیسی: Chanda Singh Wala) یک منطقهٔ مسکونی در پاکستان است که در پنجاب واقع شده‌است. چندا سنگه والا ۱۹۵ متر بالاتر از سطح دریا واقع شده‌است.